# Emilio Granero
Emilio Granero (n. Enguera, Valencia, 1922-1975) fue un escritor español. Obtuvo el título de delineante en la Escuela Industrial y trabajó en Manises como pintor de cerámica. Sus primeras obras de teatro las realizó en colaboración con su paisano José Ciges y tenían una temática local. En 1967 obtuvo el premio de teatro Ciudad de Palencia con su obra Las escopetas. Al año siguiente consiguió el premio de cuentos de la Ciudad de Gandía. Entre sus obras destacan El tiro de gracia, premio Teatro Diputación de Gerona de 1968, El gorrinillo, premio Teatro Sitges de 1968, Falorías, premio Valencia de Novela 1970, Barras y estrellas, premio Blasco Ibáñez 1971, La pierna, premio Novela Olimpiada del Humor 1972, y La muela de leche y otros cuentos, premio Cuentos Olimpiada del Humor 1974.
- Datos: Q5831126